# Ce n'était qu'un rêve
Ce n'était qu'un rêve è il singolo di debutto di Céline Dion, pubblicato l'11 giugno 1981 in Canada a soli due mesi dal suo tredicesimo compleanno. Il brano fu incluso nel suo primo album La voix du bon Dieu pubblicato nel 1981. I testi e le musiche sono stati scritti e composti dalla stessa Céline in collaborazione con sua madre Thérèse e suo fratello Jacques Dion.

## Promozione, successo commerciale e videoclip musicale
Il 19 giugno 1981, Céline Dion fece la sua prima apparizione in onda esibendosi con il singolo Ce n'était qu'un rêve in un talk show molto popolare in Québec, presentato da Michel Jasmin.
Il 5 settembre 1981, la canzone entrò nella Quebec Singles Chart, trascorrendo cinque settimane in classifica e raggiungendo la posizione numero 14.
In principio fu realizzato un videoclip musicale estratto da uno speciale televisivo andato in onda quando fu pubblicato il singolo.

## Pubblicazioni
Ce n'était qu'un rêve fu pubblicato insieme alla sua versione strumentale inserita sul lato B del singolo, scritta dal musicista québecchese, Daniel Hétu (questa versione non è mai apparsa ufficialmente altrove).
Il brano è stato anche il primo singolo della Dion ad essere pubblicato in Francia e fu pubblicato nel 1982 con il brano L'amour viendra, traccia inserita sul lato B del disco.
Céline Dion eseguì Ce n'était qu'un rêve molte volte durante la sua carriera artistica. Il brano è stato incluso nell'home video The Colour of My Love Concert pubblicato nel 1995, e nel greatest hits del 2005, On ne change pas. Una versione breve fu inclusa nell'album live Au cœur du stade (1999), nel DVD Au cœur du stade (1999) e anche nell'album live Céline une seule fois / Live 2013 (2014).

## Formati e tracce
LP Singolo 7'' (Canada) (Les Disques Showbizz: C-334)
1. Ce n'était qu'un rêve – 3:46 (Thérèse Dion, Céline Dion, Jacques Dion)
2. Ce n'était qu'un rêve (Version Instrumentale) – 3:46 (T. Dion, C. Dion, J. Dion)

LP Singolo 7'' (Francia) (Pathé: 2C 008 72466)
1. Ce n'était qu'un rêve – 3:46 (T. Dion C. Dion J. Dion)
2. L'amour viendra – 4:20 (testo: Amerigo Cassella, Eddy Marnay – musica: Dario Baldan Bembo)

## Classifiche
| Classifica (1981) | Posizioni massime raggiunte |
| ----------------- | --------------------------- |
| Québec (ADISQ)    | 14                          |

## Crediti e personale
Personale
- Arrangiato da - Daniel Hétu
- Musica di - Céline Dion, Jacques Dion, Thérèse Dion
- Orchestrate da - Daniel Hétu
- Produttore - René Angélil, Daniel Hétu
- Testi di - Céline Dion, Jacques Dion, Thérèse Dion

## Cronologia di rilascio
| Paese   | Data | Formato     |
| ------- | ---- | ----------- |
| Canada  | 1981 | Vinile (7") |
| Francia | 1982 | Vinile (7") |